# Захрет-Медьєн
Захрет-Медьєн (араб. تزهرة مدين) або Амдун (араб. عمدون) — місто в Тунісі. Входить до складу вілаєту Беджа. Станом на 2004 рік тут проживало 4 960 осіб.